# 리에주 와플
리에주 와플(Liège+waffle, 프랑스어: gaufre de Liège 고프르 드 리에주[*])은 리에주 지역의 와플이다. 싸락설탕을 넣어 만들기 때문에 현지에서는 "설탕 와플"이라는 뜻의 고프르 오 쉬크르(프랑스어: gaufre au sucre)라고도 부른다. 둥근 모양을 띠며, 식감이 묵직하다. 와플 자체에 단맛이 나기 때문에 가루 설탕을 뿌리지 않는다.

## 사진

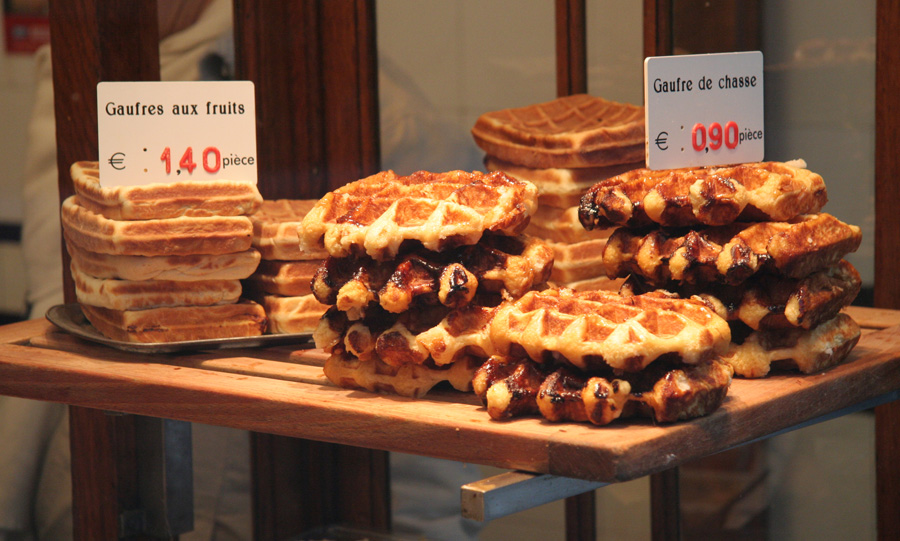
리에주 와플
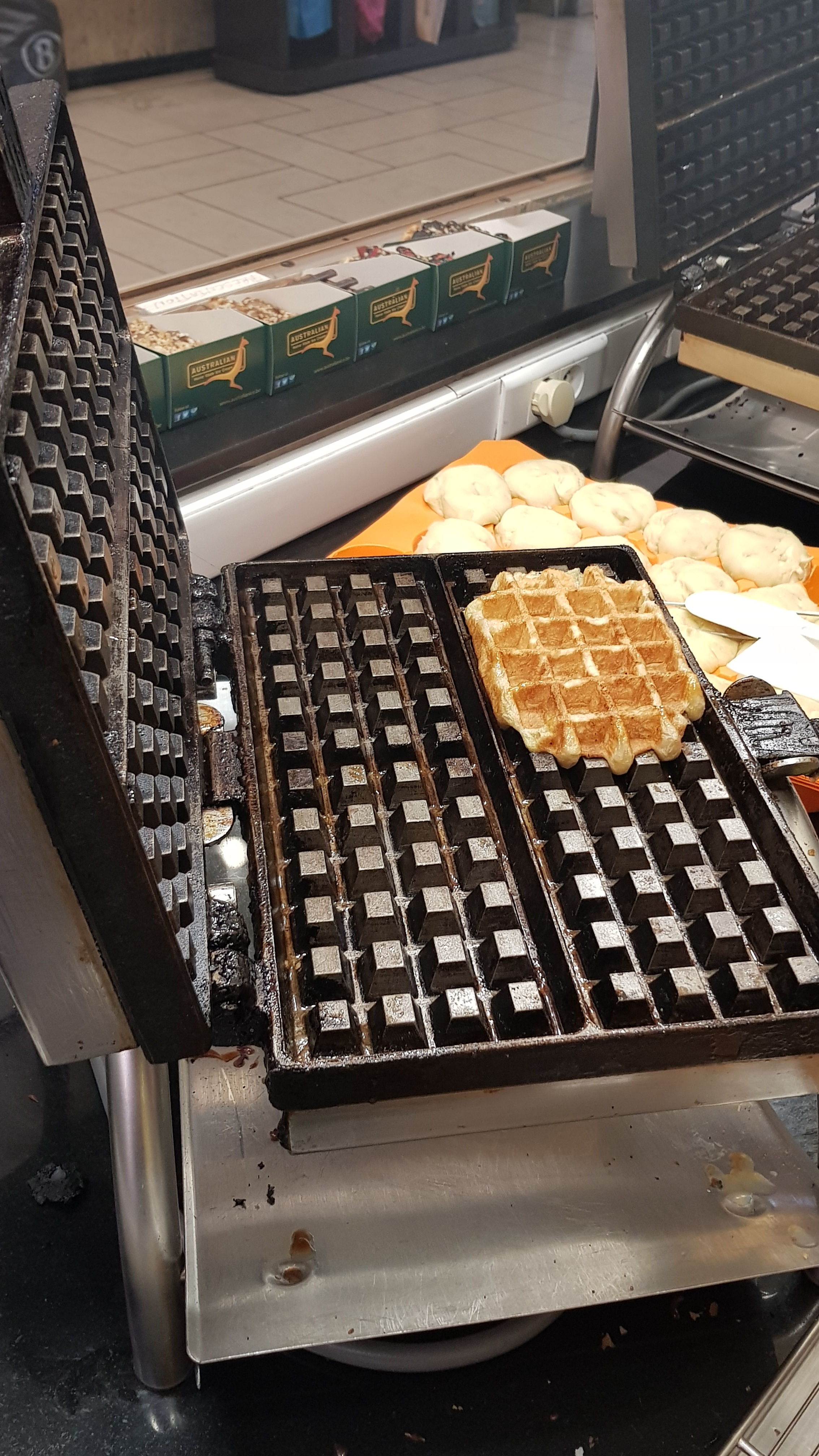
리에주 와플 만들기

## 같이 보기
- 브뤼셀 와플